# Сороки (Кунгурский район)
Сороки— деревня в Кунгурском районе Пермского края в составе Зарубинского сельского поселения.

## География
Деревня находится в северной части Кунгурского района на правом берегу Сылвы менее чем в 7 километрах от села Зарубино на северо-запад.

## Климат
Климат умеренно-континентальный с продолжительной снежной зимой и коротким, умеренно-тёплым летом. Средняя температура июля составляет +17,8°С, января −15,6°С. Среднегодовая температура воздуха составляет +1,3°С. Средняя продолжительность периода с отрицательными температурами составляет 168 дней и продолжительность безморозного периода 113 дней. Среднее годовое количество осадков составляет 539 мм.

## Население
Постоянное население составляло 0 человек в 2002 году, 4 человека в 2010 году.